# Ledeč nad Sázavou
Ledeč nad Sázavou település Csehországban, a Havlíčkův Brod-i járásban. Ledeč nad Sázavou Hradec, Vilémovice, Chřenovice, Ostrov, Bojiště, Kozlov, Kožlí és Jedlá településekkel határos. Lakosainak száma 4832 fő (2024. január 1.).

## Népesség
A település lakosságának változását az alábbi diagram mutatja:
| Lakosok száma | 3176 | 3225 | 3490 | 3239 | 6202 | 6127 | 5151 | 5074 | 4808 | 4832 |
|               | 1869 | 1890 | 1921 | 1950 | 1980 | 2001 | 2017 | 2019 | 2022 | 2024 |